# 恆久傳說
《恆久傳說》是美国创作歌手泰勒·斯威夫特的第九张录音室专辑，由聯眾唱片於2020年12月11日發行，距離第八張錄音室專輯《民间故事》僅僅不到五個月而已。《恆久傳說》是上張專輯的姊妹專輯，都是在發行前幾個小時就在社交媒體上發布的驚喜專輯。這張專輯主要是獨立民謠、獨立摇滚和室內搖滾專輯，它以《美麗傳說》的獨立風格為基礎進行擴展，並圍繞其之前未曾談論過的一組新穎的敘事故事。
《恆久傳說》專輯中客串了美國樂團海慕樂團、美好冬季樂團及國民樂團。其主打單曲〈柳〉的發行日與該專輯的發行同一天，其音樂錄影帶為斯威夫特執導。《恆久傳說》受到音樂評論家的普遍讚譽，他們讚揚了其角色動態和實驗作品。

## 背景及發佈
2020年12月10日，斯威夫特在社群媒體中宣布了《恆久傳說》的一系列發文，包括專輯的曲目，裡面有三首合作歌曲，分別與海慕樂團、美好冬季樂團及國民樂團合作。

## 概念
斯威夫特在Instagram上表示，在《美麗傳說》發行後，我們無法停止寫歌，並將繼續誘惑的感覺描述為「就像我們站在民俗樹林的邊緣，可以選擇：轉身走並後退或進一步進入這種音樂的森林。我們選擇更深入地漫步。」 斯威夫特還說她「不太像我要離開，而更像我要返回」，因為這不是她典型的一個時代。在探索《美麗傳說》和隨後的專輯相關的主題時，她寫道：「我喜歡在這些虛構或非虛構的故事中發現的逃避現實。 我喜歡你歡迎夢境及悲劇和愛情史詩般的愛情迷失故事並探索在自己的生活中。」鑑於持續的2019冠状病毒病疫情大流行，聖誕節期間的封鎖規定，斯威夫特寫道：「我也知道這個假期將對我們大多數人來說，要成為一個孤獨的人。如果有你們中的任何一個人像我一樣求助於音樂來與失踪的親人相處，這就是送給你的。」

### 單曲
〈柳〉與專輯同天發行於2020年12月11日發行，其音樂錄影帶為斯威夫特一人執導。

## 商業成績及評價
| 綜合得分                  | 綜合得分 |
| 來源                      | 評分     |
| ------------------------- | -------- |
|                           | 8.3/10   |
|                           | 85/100   |
| 評論得分                  |          |
| 來源                      | 評分     |
| The Daily Telegraph       | [ 11 ]   |
| Entertainment Weekly      | A        |
| The Guardian              | [ 13 ]   |
| The Independent           | [ 14 ]   |
| The Irish Times           | [ 15 ]   |
| The Line of Best Fit      | 8/10     |
| NME                       | [ 17 ]   |
| Rolling Stone             | [ 18 ]   |
| The Sydney Morning Herald | [ 19 ]   |
| The Times                 | [ 20 ]   |

《恆久傳説》在發佈后獲得了廣泛的好評。在Metacritic上，將各家出版社所對於《恆久傳説》的評價歸一化后，再根據該專輯的12條評論給與了85分的平均均分。
《悉尼晨鋒報》的布罗迪·兰开斯特（Brodie Lancaster）將斯威夫特視于無與倫比的詞曲作家，他發現此專輯更深入地探究了這位歌手的虛構敘事，並贊揚了斯威夫特對角色的深度和多樣性。
《新音乐快递》評論家Hannah Mylrea認爲，斯威夫特在此專輯中更進一步推動了自己的創作，稱其爲“隨心所欲的年輕姐妹專輯”，而《美麗傳説》是“内省，浪漫的姐姐”;《恆久傳説》則是更加寬鬆且更具實驗性，在其前身的音色上得到了擴展。Maura Johnston,為《娱乐周刊》撰寫，她斷言斯威夫特會冒險並描繪細緻的人物來“提升”《恆久傳説》，同時將姐妹專輯稱爲斯威夫特職業生涯中的最高水平。
12月20日，《恆久傳説》空降《公告牌》二百强专辑榜榜首。斯威夫特靠著《恆久傳説》在《公告牌》二百強專輯榜中獲得她的第8張冠軍專輯，斯威夫特也成爲2020年唯一一位擁有兩張冠軍專輯的女藝人。根據尼爾森音樂/MRC的數據，截至12月17日当周，《恆久傳説》在美国的专辑销量达到329,000张，是2020年第五高的周銷量排名，周銷量最高的專輯為《美麗傳説》，在美國共售出846,000張。这是自斯威夫特的《美麗傳說》在2020年7月24日以84.6万张的销量发行以来，专辑首週销售量最大的一周。《恆久傳説》于12月11日驚喜發行，并且只能作爲標準的數字下載專輯（在iTunes Store等傳統數字零售商以及斯威夫特的官方網站上）和標準的流媒體專輯發行。《恆久傳説》的CD版直到12月18日才會在各大商店上市（所以實體專輯銷售是計算在發行的第二周）。《恆久傳説》使斯威夫特成爲繼芭芭拉·史翠珊以及瑪丹娜后擁有最多《公告牌》二百強冠軍專輯的女藝人，共8張，前兩位分別擁有11張以及9張。在8月8日，《美麗傳説》登榜《公告牌》二百強專輯榜后僅四個月零十八天后《恆久傳説》便登上榜首，這是自1956年3月該排行榜成爲定期發佈的每周排行榜以來，女藝人在《公告牌》二百強專輯榜上獲得冠軍專輯距離最短的一次。斯威夫特靠著《恆久傳說》成為史上首位擁有八張空降冠軍專輯的女藝人。
12月21日，該專輯主打歌〈柳〉空降《告示牌》百强单曲榜榜首，成爲斯威夫特在2020年獲得的第二首冠軍單曲。同時，《恆久傳説》也在《公告牌》二百強專輯榜上獲得第一，使斯威夫特成為《告示牌》史上第一位同時獲得《告示牌》百強單曲榜冠軍以及《告示牌》二百強專輯榜冠軍兩次的藝人。斯威夫特也是這項壯舉的第一人，她先前在8月8日靠著《美麗傳説》以及單曲〈羊毛衫〉成爲第一位獲得此殊榮的藝人，如今再次突破自身記錄。根據尼爾森音樂/MRC的數據，截至12月17日当周，〈柳〉在美國的播放量為3000萬，下載量為5.9萬。〈柳〉成爲斯威夫特生涯中的第七首《告示牌》百強單曲榜冠軍單曲，也是斯威夫特第三首空降排行榜榜首的冠單（先前兩首分別爲〈通通甩掉〉以及〈羊毛衫〉）。此外，《恆久傳説》的所有歌曲都進入百強單曲榜中，成爲斯威夫特的《爱的告白》、《情人》以及《美麗傳説》后，第四張全部歌曲進榜的專輯。

## 曲目列表
| 標準版   | 標準版                                                       | 標準版                               | 標準版                                    | 標準版  |
| 曲序     | 曲目                                                         | 词曲                                 | 製作人                                    | 时长    |
| -------- | ------------------------------------------------------------ | ------------------------------------ | ----------------------------------------- | ------- |
| 1.       | 柳 willow                                                    | 泰勒·斯威夫特 亞倫·戴斯納            | A·戴斯納                                  | 3:34    |
| 2.       | champagne problems                                           | 斯威夫特 威廉·鮑里                   | 斯威夫特 A·戴斯納                         | 4:04    |
| 3.       | 淘金熱 gold rush                                             | 斯威夫特 杰克·安东诺夫               | 斯威夫特 安东诺夫                         | 3:05    |
| 4.       | 該死的季節 'tis the damn season                              | 斯威夫特 A·戴斯納                    | A·戴斯納                                  | 3:49    |
| 5.       | 百般容忍 tolerate it                                         | 斯威夫特 A·戴斯納                    | A·戴斯納                                  | 4:05    |
| 6.       | 無證無罪（海慕樂團助陣） no body, no crime (featuring HAIM)  | 斯威夫特                             | 斯威夫特 A·戴斯納                         | 3:35    |
| 7.       | 幸福 happiness                                               | 斯威夫特 A·戴斯納                    | A·戴斯納                                  | 5:15    |
| 8.       | 多蘿西婭 dorothea                                            | 斯威夫特 A·戴斯納                    | A·戴斯納                                  | 3:45    |
| 9.       | 康尼島（國民樂團助陣） coney island (featuring The National) | 斯威夫特 鮑里 A·戴斯納 布萊斯·戴斯納 | A·戴斯納 B·戴斯納                         | 4:35    |
| 10.      | 常春藤 ivy                                                   | 斯威夫特 A·戴斯納 安東諾夫           | A·戴斯納                                  | 4:20    |
| 11.      | 高手過招 cowboy like me                                      | 斯威夫特 A·戴斯納                    | A·戴斯納                                  | 4:35    |
| 12.      | 長話短說 long story short                                    | 斯威夫特 A·戴斯納                    | A·戴斯納                                  | 3:35    |
| 13.      | 瑪裘瑞 marjorie                                              | 斯威夫特 A·戴斯納                    | A·戴斯納                                  | 4:17    |
| 14.      | 終止 closure                                                 | 斯威夫特 A·戴斯納                    | A·戴斯納 BJ伯頓 [a] 詹姆斯·麥卡利斯特 [a] | 3:00    |
| 15.      | （美好冬季樂團助陣） evermore (featuring Bon Iver)           | 斯威夫特 鮑里 賈斯汀·弗農            | 斯威夫特 A·戴斯納                         | 5:04    |
| 总时长： | 总时长：                                                     | 总时长：                             | 总时长：                                  | 1:00:38 |

| 豪華版 加值曲目 | 豪華版 加值曲目                          | 豪華版 加值曲目   | 豪華版 加值曲目 | 豪華版 加值曲目 |
| 曲序            | 曲目                                     | 词曲              | 製作人          | 时长            |
| --------------- | ---------------------------------------- | ----------------- | --------------- | --------------- |
| 16.             | 在你離開我的地方 right where you left me | 斯威夫特 A·戴斯納 | A·戴斯納        | 4:05            |
| 17.             | 重新出發 it's time to go                 | 斯威夫特 A·戴斯納 | A·戴斯納        | 4:15            |
| 总时长：        | 总时长：                                 | 总时长：          | 总时长：        | 1:09:08         |

### 備註
- ^a  表示額外製作人
- A·戴斯納代表亞倫·戴斯納。B·戴斯納代表布萊斯·戴斯納
- 歌曲中文名为星外星唱片中国大陆引进版和环球唱片台湾引进版官方译名。[28][29]

## 發行歷史
| 地區 | 日期           | 格式              | 版本   | 唱片公司     | 参考   |
| ---- | -------------- | ----------------- | ------ | ------------ | ------ |
| 全球 | 2020年12月11日 | 數位下載 串流媒體 | 標準版 | 聯眾         | [ 30 ] |
| 英國 | 2020年12月18日 | CD                | 豪華版 | EMI          | [ 31 ] |
| 巴西 | 2021年1月29日  | CD 黑膠           | 豪華版 | 巴西環球音樂 | [ 32 ] |